# Frick Collection
De Frick Collection is de kunstverzameling van de Amerikaanse cokesfabrikant en mecenas Henry Clay Frick (1849-1919). Zij is ondergebracht in zijn vroegere woonhuis, nu museum, gelegen aan de Fifth Avenue nabij het Central Park (Manhattan) in New York. Sinds maart 2021 is de collectie tijdelijk ondergebracht in het Frick Madison gebouw, enkele straten verderop, zolang de restauratie van het museum voortduurt.

## Henry Clay Frick

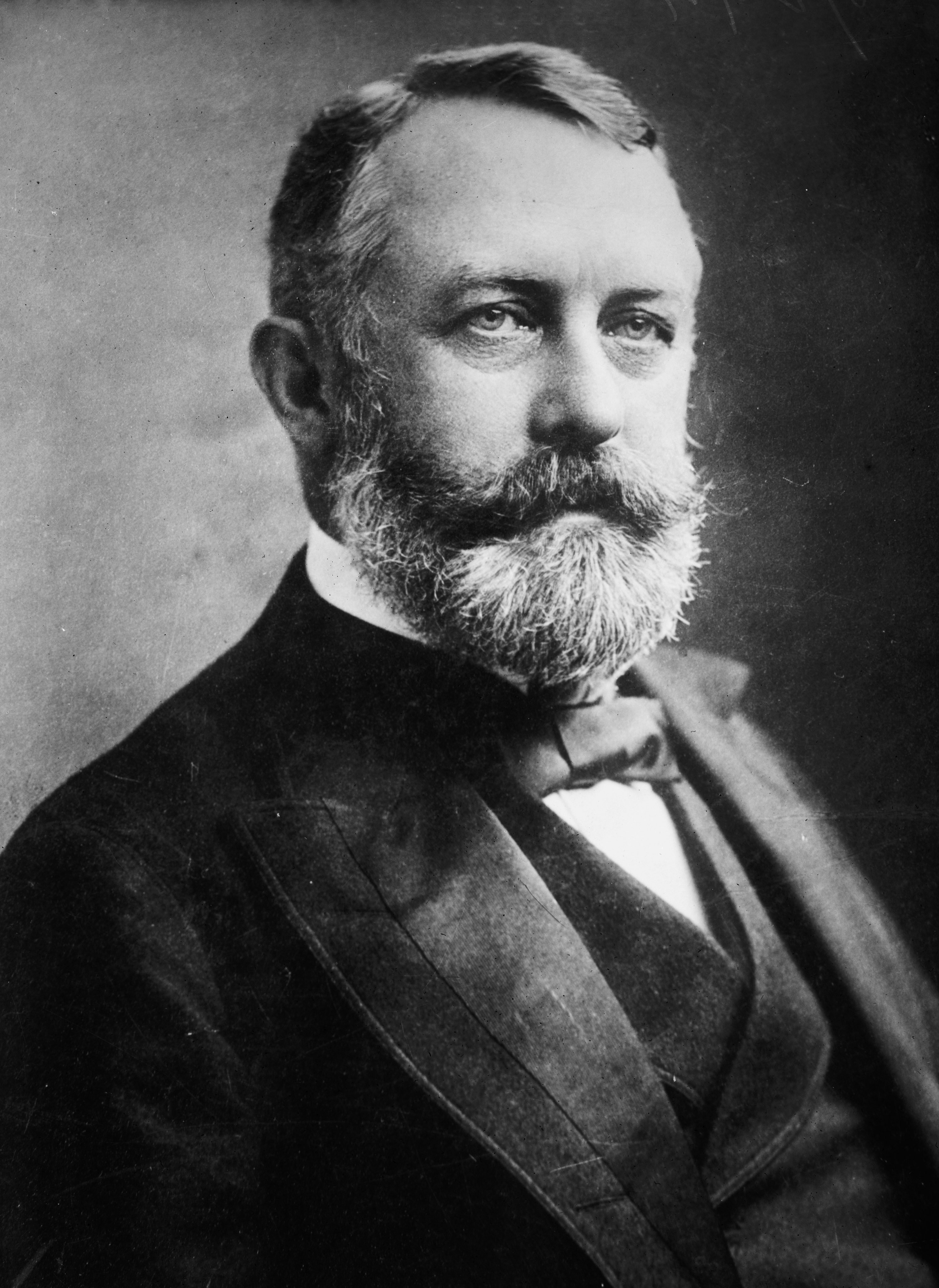
Henry Clay Frick

Frick wordt geboren in 1849 in een eenvoudig boeren gezin. Hij investeert, samen met een neef, met succes in de opkomende kolenindustrie.
In 1871 vraagt hij bij Mellon Bank in Pittsburgh een lening aan om een steenkolenfabriek op te zetten.
Daar ontwikkel hij een procedé om steenkool om te vormen tot cokes en bouwt daarmee een vermogen op. Voor de opkomende Pittsburghse staalindustrie is hij een onmisbare toeleverancier. In 1882 fuseert hij met het imperium van de Schotse staalfabrikant Andrew Carnegie.
In 1892 laat de ‘cokeskoning’ een staking van mijnwerkers met geweld neerslaan.
In 1905 verhuist Frick naar New York om er zijn laatste levensjaren door te brengen. Hij geeft architect Thomas Hastings in 1913 opdracht een villa te bouwen aan het New Yorkse Central Park. Op de hoek van de Fifth Avenue en de zeventigste straat verrijst in de jaren 1913-1914, voor vijf miljoen dollar, een residentie voor Henry Clay Frick en zijn vrouw Adelaide. In deze fraaie stadsresidentie brengt Frick zijn alsmaar groeiende kunstverzameling onder.
Frick laat in zijn testament opnemen dat het woonhuis, met kunstcollectie, een voor iedereen toegankelijk museum moet worden en bepaalt daarbij dat het door hem aangekochte deel van de collectie nimmer het pand mag verlaten.
Na de dood van Frick in 1919 kwamen het woonhuis en de collectie in een stichting terecht. Zijn vrouw bewoonde het huis tot aan haar dood in 1931. Daarna werd de residentie omgebouwd tot permanente tentoonstellingsruimte. Daartoe werden twee bijkomende zalen, een concertruimte en een voordrachtszaal met atrium bijgebouwd. In december 1935 opende de "Frick Collection" de deuren voor het publiek. Frick doneerde bij leven aan de stichting vijftien miljoen dollar voor onderhoud van de collectie en voor het doen van nieuwe aankopen.

## Huisvesting
Ten voorbeeld aan de Frick Collection stond de kunstverzameling van de Markies van Hertford, die zijn woonhuis in Londen met zijn kunstcollectie omvormde tot een toegankelijk museum, de Wallace Collection. Henry Clay Frick bezocht deze Londense collectie in 1880 en was verrukt door de intieme presentatie der kunstwerken.

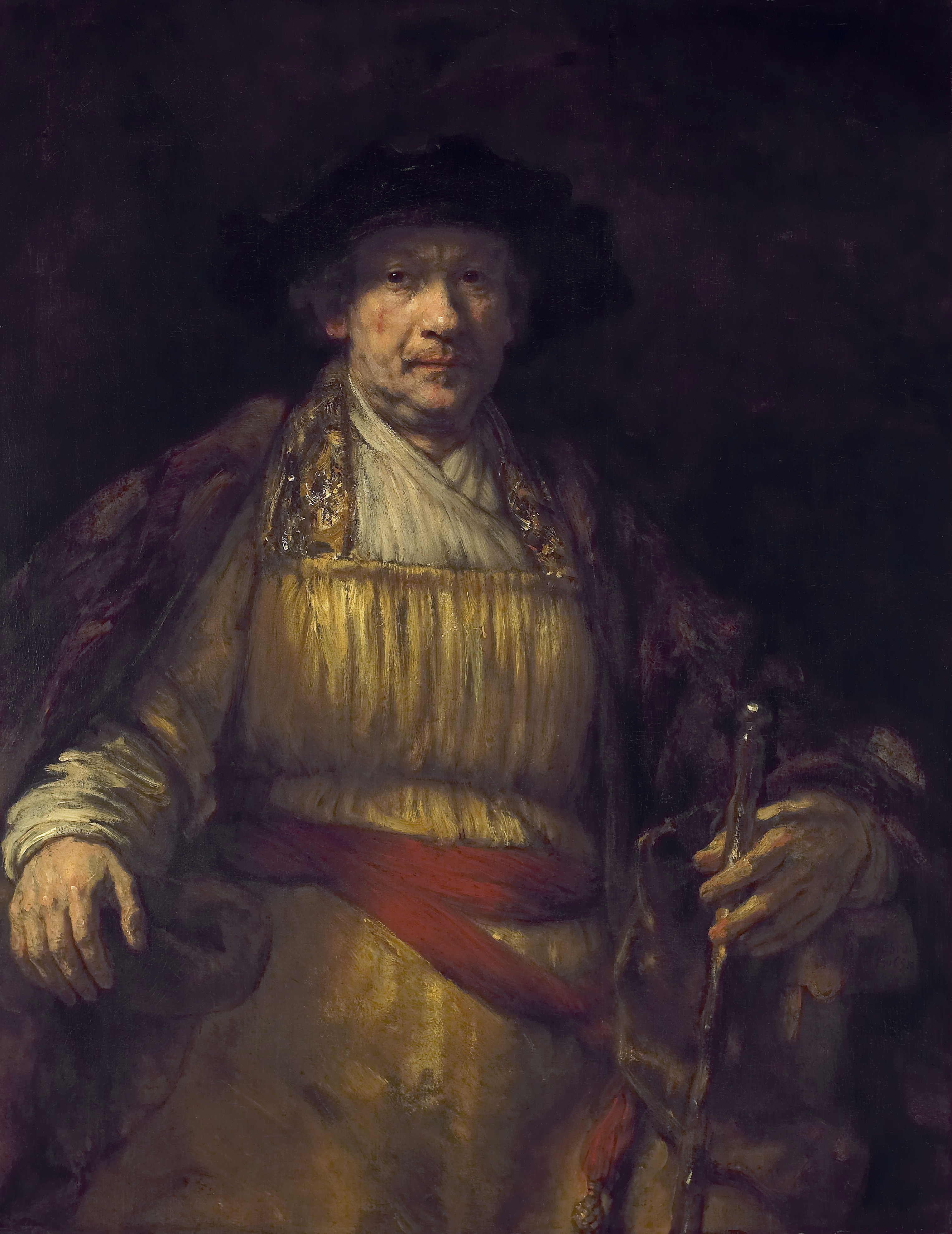
Rembrandt: Zelfportret

Het aankopen van Europese beeldende kunst werd vergemakkelijkt door de aanscherping van het Britse erfrecht. De oude Engelse adel met vanouds uitgelezen kunstverzamelingen werd gedwongen door de stijgende successierechten hun kunst te gelde te maken aan koopgrage Amerikaanse gegadigden.
Op die wijze verwierf Frick, in 1906 voor een bedrag van 225.000 dollar, een zelfportret van Rembrandt uit 1658 uit de verzameling van de Earl of Ilchester in Dorset. Fricks collectie weerspiegelt zijn voorkeur voor portretschilderkunst en landschappen.
Aan de 131 door Frick aangekochte schilderijen voegde de stichting later 75 werken toe op aansturen van zijn dochter Helen. In 1977 voorzag de stichting in twee tentoonstellingsruimtes voor tijdelijke tentoonstellingen. De totale collectie, bestaande uit 1.100 kwalitatief hoogstaande kunstwerken uit de renaissance tot eind 19e eeuw, is er in zestien zalen te bezichtigen. De verzameling wordt nog steeds getoond volgens Fricks oorspronkelijk concept.
Het initiatief van Henry Clay Frick vond navolging in de Verenigde Staten. Zo ontstond het Kimbell Art Museum in het Texaanse Fort Worth. Andrew Mellon stichtte zijn kunstverzameling en financierde de bouw van de National Gallery of Art in Washington D.C..

## Collectie
De kunstverzameling bevat schilderkunstige meesterwerken van Europese kunstenaars. Sinds Fricks dood in 1919 werd de collectie met een derde uitgebreid door zijn dochter Helen.
- De Italiaanse renaissance wordt vertegenwoordigd door kunstenaars als Giovanni Bellini, Gentile Bellini, Agnolo Bronzino, Cimabue, Duccio di Buoninsegna, Gentile da Fabriano, Fra Filippo Lippi, Piero della Francesca, Titiaan, Paolo Veronese, Giovanni Battista Tiepolo en Francesco Guardi.
- Van de Engelse schilderkunst van de 18e eeuw zijn er zeven werken van Thomas Gainsborough. Verder is er werk van John Constable, Francis Cotes, William Hogarth, John Hoppner, Thomas Lawrence, Henry Raeburn, Joshua Reynolds, George Romney en William Turner.
- De schilderkunst van de Nederlandse Gouden Eeuw is vertegenwoordigd door drie werken van Johannes Vermeer en belangrijke werken van Rembrandt van Rijn. Verder nog schilderijen van Gerard ter Borch, Jan van de Capelle, Aelbert Cuyp, Frans Hals, Jan van der Heyden, Meindert Hobbema, Gabriel Metsu, Jacob van Ruisdael, Salomon van Ruysdael, Isaac van Ostade en Philips Wouwerman.
- Ook toont de Frick Collection Vlaamse schilderkunst van meesters als Pieter Bruegel de Oude, Gerard David, Hans Memling, Peter Paul Rubens, Jan van Eyck en Antoon van Dyck. Van deze laatste bevinden zich acht werken in de collectie.
- Van de Spaanse meesters zijn aanwezig Francisco de Goya, El Greco en Diego Velázquez.
- Er is Duitse kunst van Konrad Witz en Hans Holbein de Jonge.
- Het zwaartepunt van de collectie ligt bij de Franse schilderkunst, zoals van François Boucher en Jean-Honoré Fragonard. Verder nog werk van Jean-Baptiste Pater, Jean-Marc Nattier, Jean-Antoine Watteau, Claude Lorrain, Jean-Baptiste Greuze, Chardin en Jacques-Louis David.
- De 19e eeuw is vertegenwoordigd door Camille Corot, Charles-François Daubigny, Jean Auguste Dominique Ingres, Edgar Degas, Jules Dupré, Jacob Maris, Anton Mauve, Édouard Manet, Jean-François Millet, Claude Monet, Pierre-Auguste Renoir, Théodore Rousseau en Constant Troyon.
- Amerikaanse kunst is vertegenwoordigd door Gilbert Stuart met een portret van George Washington en enkele werken van James McNeill Whistler.

Buiten dit picturaal werk bevat de Frick Collectie beeldhouwwerk, zilverwerk, waardevolle tapijten, Chinees porselein, email uit Limoges en 18e-eeuwse Frans meubilair.

## Tentoonstellingen
Tijdens de verbouwing van het Mauritshuis in Den Haag, tussen 2012 en 2014, werden aan de Frick Collection 15 topstukken uitgeleend van o.a. Rembrandt, Hals, Fabritius en Vermeer, waaronder het Meisje met de parel. Dit was de best bezochte tentoonstelling in de geschiedenis van het museum.
Naast het tentoonstellen in New York wordt de collectie ook ontsloten via tijdelijke tentoonstellingen en bruiklenen. In het voorjaar 2015 toonde het Mauritshuis in Den Haag 36 kunstwerken uit de latere aanwinsten van de Frick Collection.
Van oktober 2022 tot 15 januari 2023 heeft het Mauritshuis o.a. 9 belangrijke werken te leen gekregen, die Henry Clay Frick zelf heeft aangeschaft, waaronder het hier afgebeelde zelfportret van Rembrandt. Vanwege een verbouwing aan het betreffende huis, grenzend aan het Central Park in New York, is, bij uitzondering, de hand gelicht met de regel dat de werken het huis nooit mochten verlaten.
In de tentoonstelling Vermeer in het Rijksmuseum Amsterdam van 10 februari tot en met 04 juni 2023 zijn 3 schilderijen uit de Frick Collection te zien:
- De soldaat en het lachende meisje, ca. 1657-1658
- Dame en dienstmeid, ca. 1664-1667
- Onderbreking van de muziek, ca. 1659-1661

## Enige werken uit de collectie

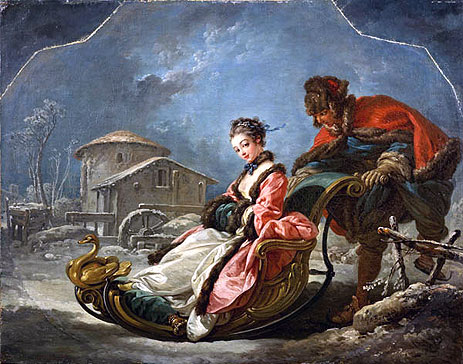
Boucher: Winter
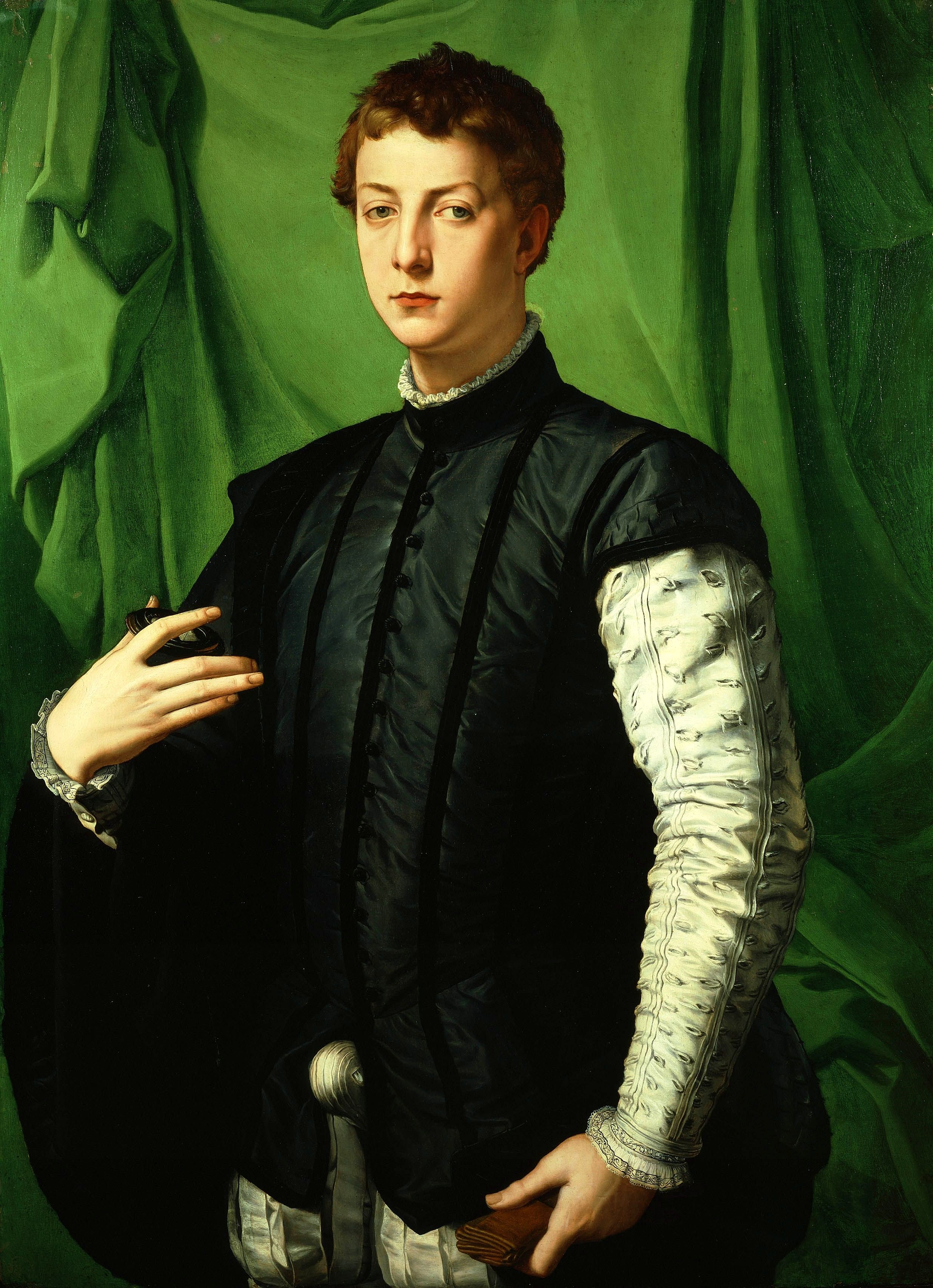
Bronzino: Portret van Lodovico Capponi
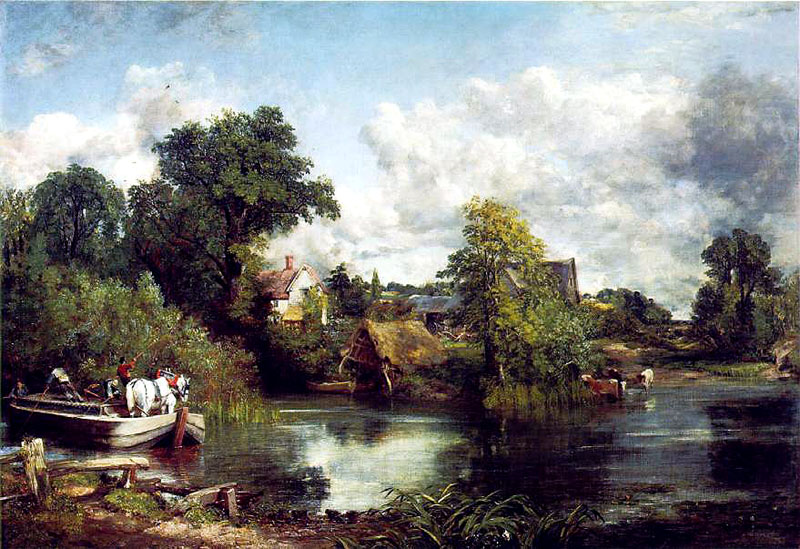
John Constable: Het witte paard
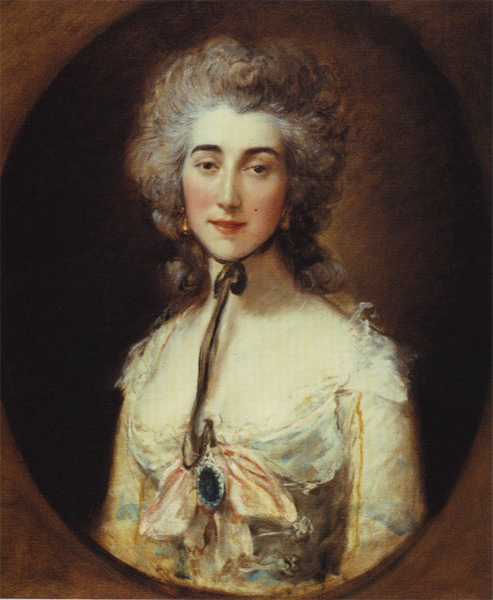
Gainsborough: Portret van Grace Dalrymple Elliott
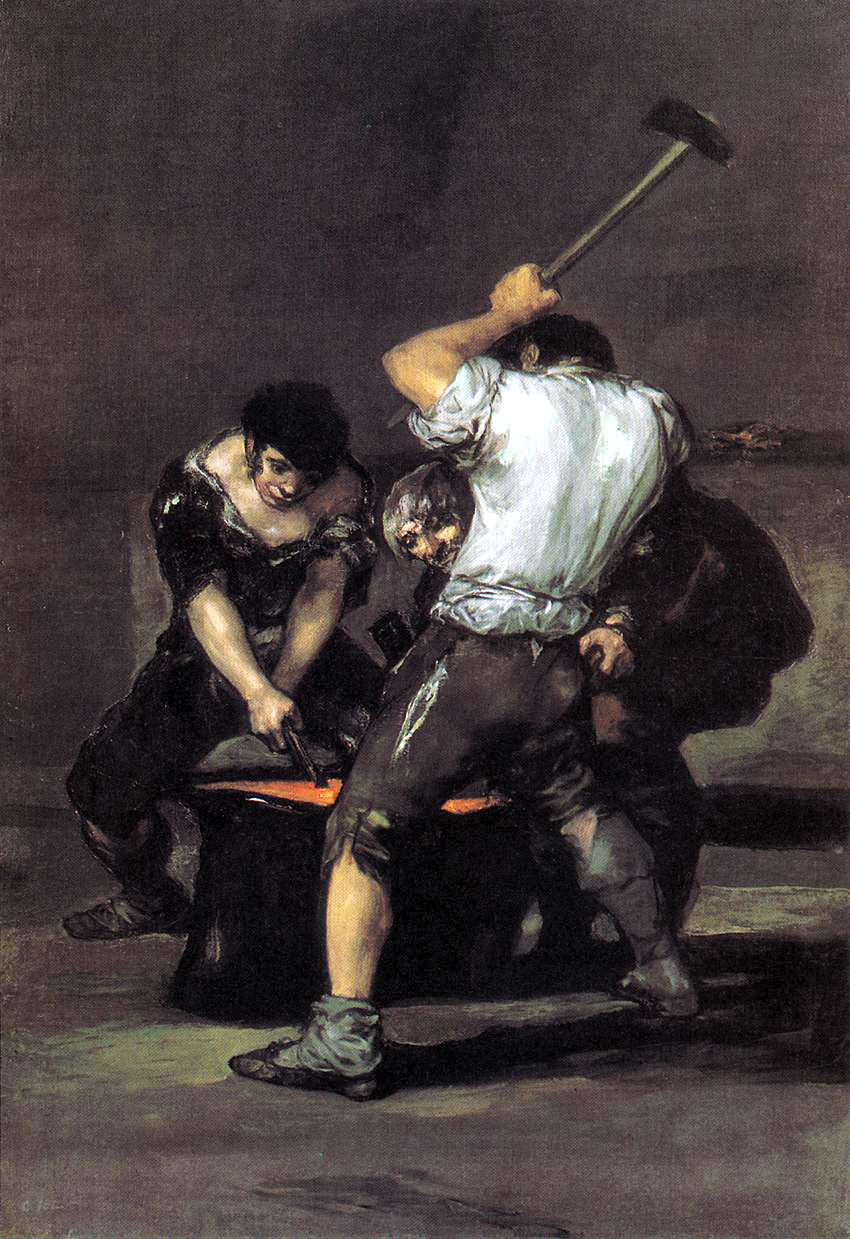
Goya: De smederij
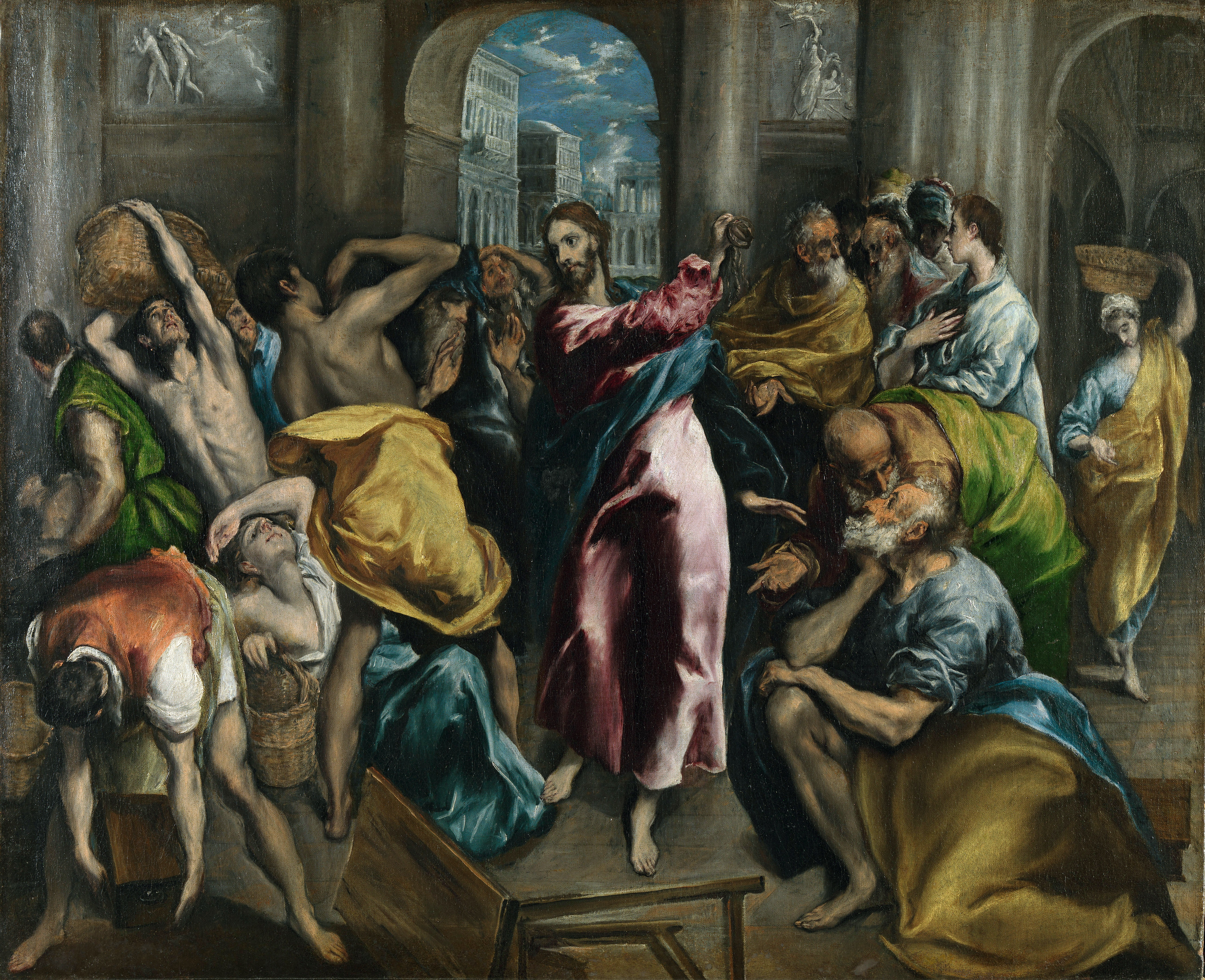
El Greco: Jezus in de tempel
Hans Holbein d. J.: Portret van Thomas More
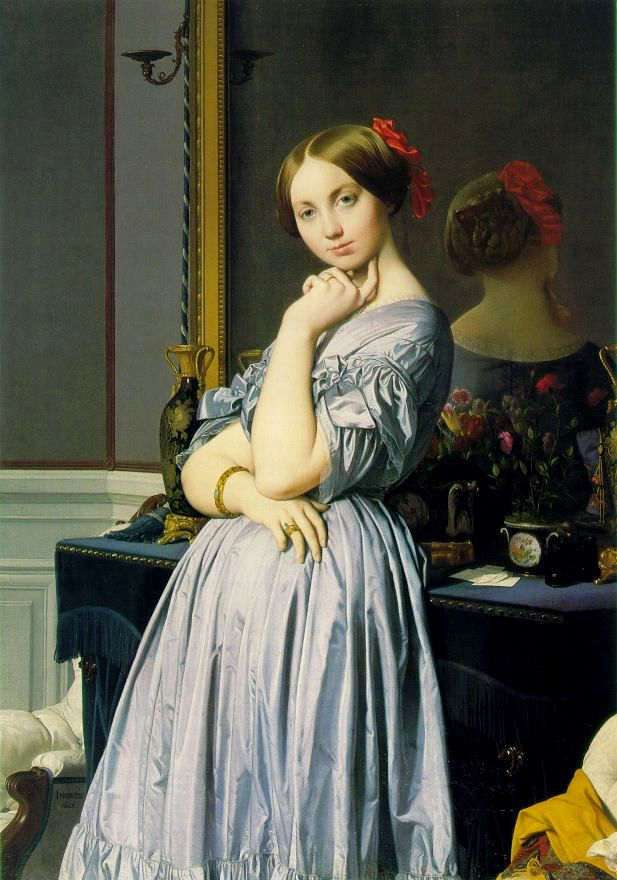
Ingres: Louise de Broglie, Contesse d'Haussonville
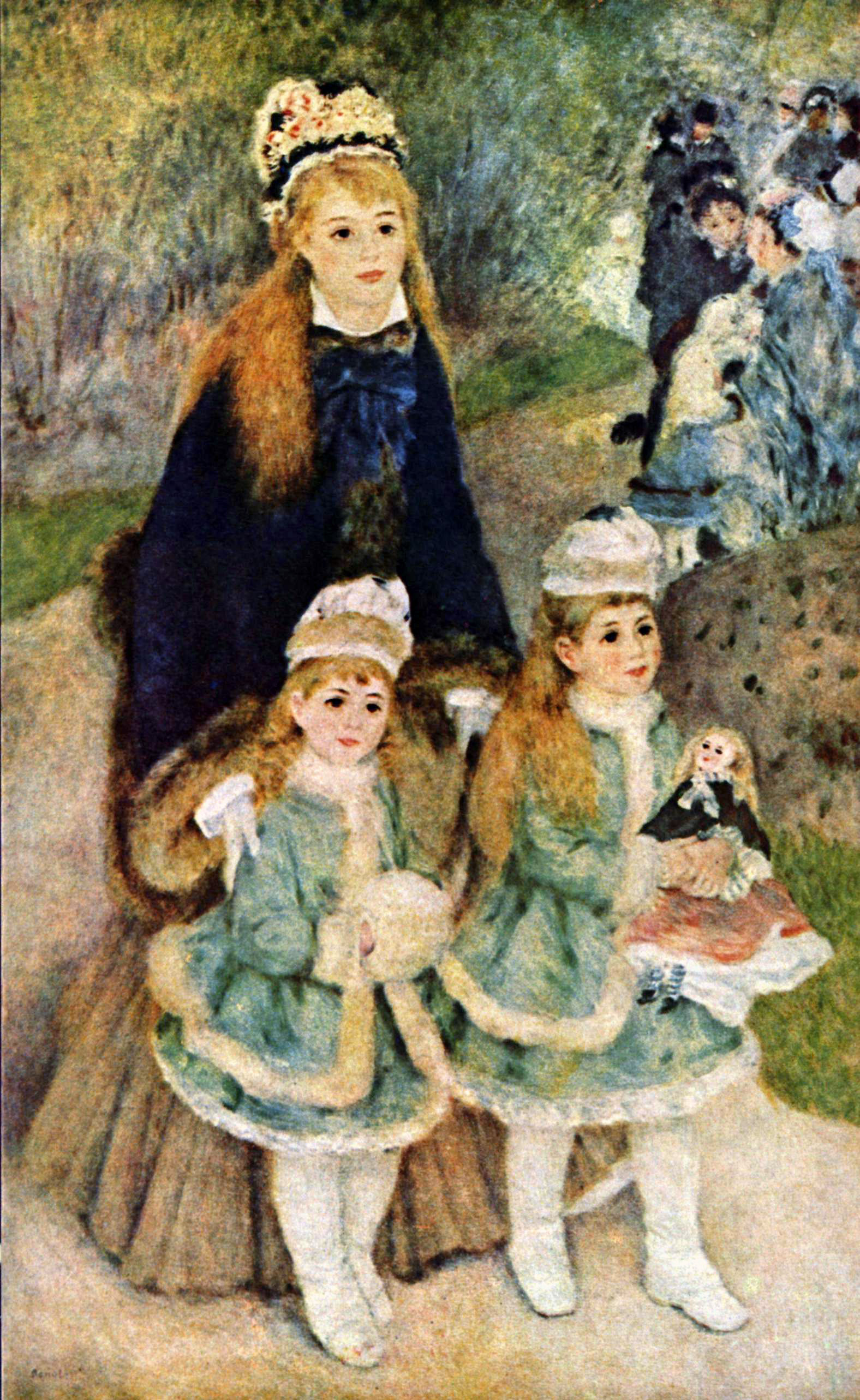
Renoir: De wandeling
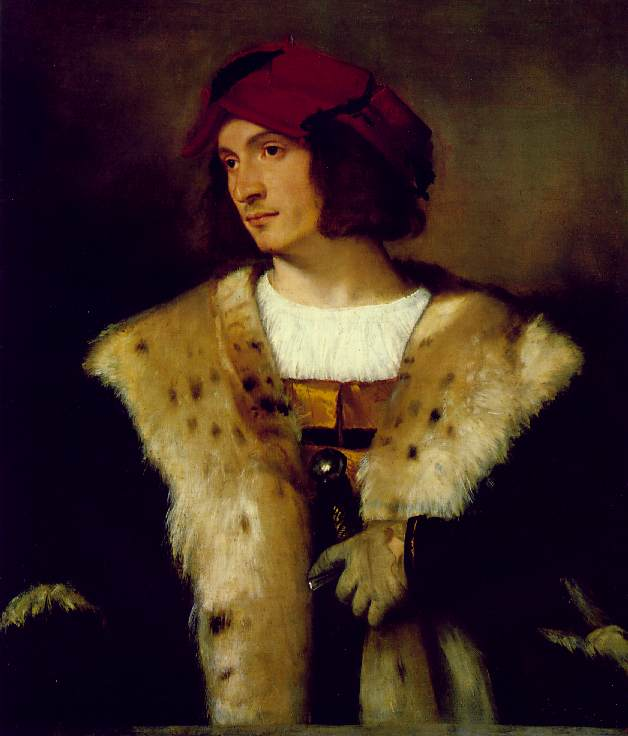
Titiaan: Man met de rode muts
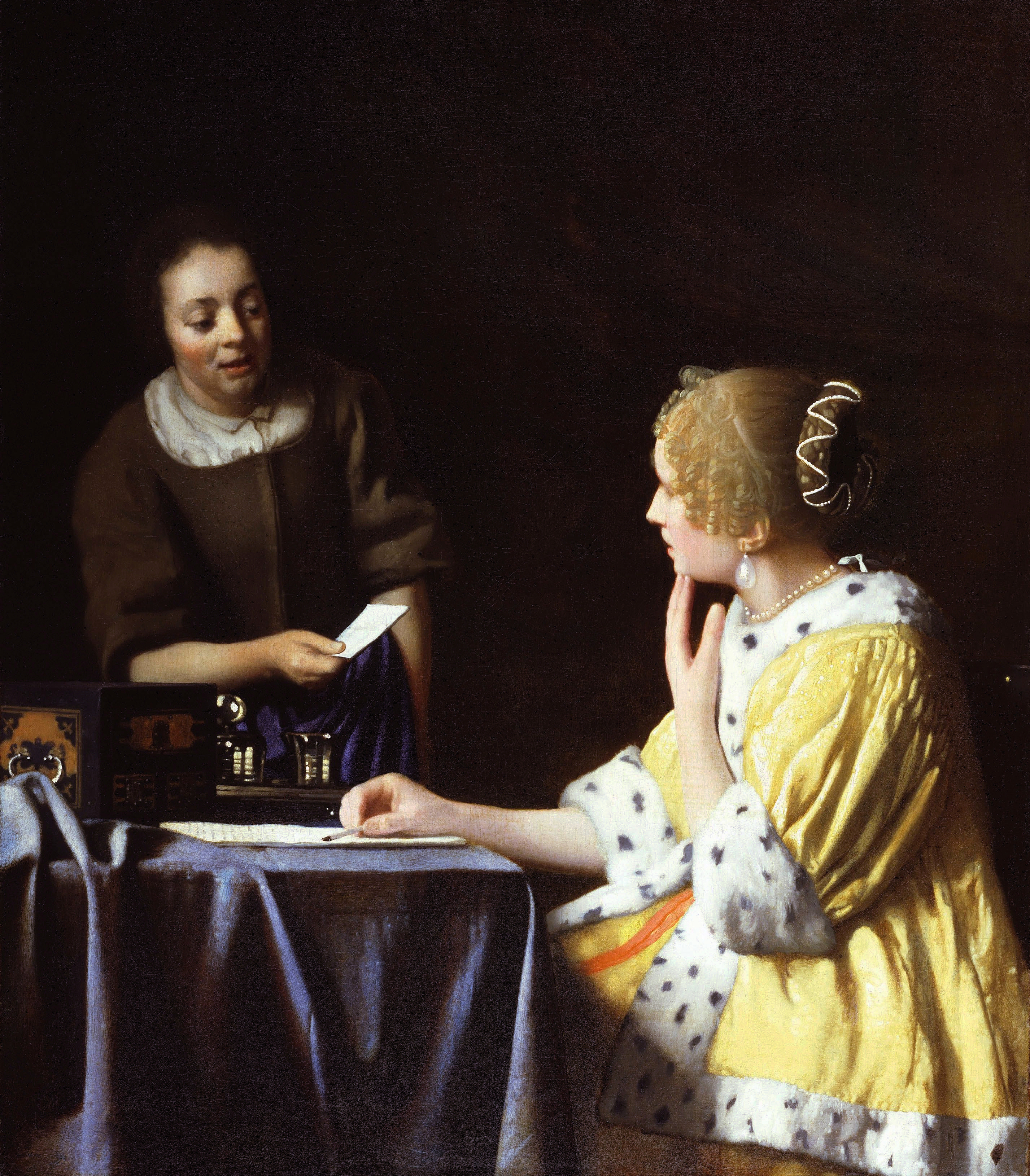
Vermeer: Dame en dienstbode

## Nevenactiviteiten
- De Frick Collection beheert ook de in 1920 opgerichte Frick Art Reference Library.
- In 2018 is het museum in samenwerking met een Britse uitgever gestart met de boekenreeks Frick Diptychs met literaire teksten en essays van de eigen conservatoren bij een werk van een bekende kunstenaar uit de verzameling.[4]

1. Portret van Thomas More geschilderd door Hans Holbein de Jonge. Literaire impressie door Hilary Mantel, essay van Xavier Salomon (maart 2018).
2. Dame en dienstbode van Johannes Vermeer. Literaire bijdrage van cineast James Ivory, essay van Margaret Iacono (november 2018).
3. Achttiende-eeuwse Franse kandelabers ontworpen door Pierre Gouthière. Bijdrage van de keramist Edmund de Waal, essay van Charlotte Vignonde.